# Karvalytőke
A karvalytőke vagy keselyűtőke az angol vulture capital terminus fordítása. Olyan kockázati befektetőkre használt derogatív felhangú kifejezés, akik kényszerhelyzetben lévő cégeket vásárolnak meg általában nyomott áron, majd működésüket, profittermelő képességüket feljavítják, ezután pedig eladják őket. A „keselyű”, illetve „karvaly” elnevezés egyfelől a „dögevő” magatartásra, másfelől a durva, „ragadozó” módszerekre jellemző, amivel az ilyen befektetők dolgoznak. Az angol vulture capital kifejezés egyúttal az általánosabb és semlegesebb venture capital (kockázati tőke) kifejezés kiforgatásának is tekinthető.

## Módszerei
A karvalytőke célja, hogy a megvásárolt rossz állapotú (veszteséges, gyakran a csőd szélén álló) vállalkozást minél előbb nyereségessé tegye, majd eladja. A bajban lévő céghez általában alacsony áron juthat hozzá, mivel nem akadnak mások, akik a cégre licitálnának, a cég maga pedig állapota miatt hitelképtelen, vagyis „klasszikus”, alacsonyabb kockázatot vállaló befektetőktől már nem juthat forrásokhoz (például bankhitelhez). Ezután a karvalytőkés a cég kiadásainak mérséklésére törekszik: ennek leggyakoribb módszere az elbocsátás, illetve a fizetések és juttatások visszavágása, továbbá a veszteséges üzletágak felszámolása vagy a veszteséges tevékenységek külön cégbe szervezése. Ezek olyan lépések, amelyeket az előző tulajdonos például érzelmi, személyes okokból nem tenne meg.
Ha a céget vagy bizonyos részeit, üzletágait sikerült nyereségessé tenni, akkor azokat más befektetőknek eladja, a többi részt pedig felszámolja.

## A módszerek kritikája
A karvalytőkés célja a gyors megtérülés, így sokszor olyan cégeket is durva módszerekkel tesznek gyorsan nyereségessé, amelyek hosszabb távon jó eséllyel kisebb érvágással (kevesebb elbocsátással) is megmenthetők lennének. Sok rövidtávú kiadáscsökkentő lépés hátulütője hosszabb távon csapódik le (például a kiváló, kulcsfontosságú alkalmazottak elvándorlása a juttatások megvágása miatt).
Az elbocsátott alkalmazottak a szociális gondoskodás (például munkanélküli segély) révén az egész társadalomnak jelentenek plusz kiadást. Ez a cég konszolidációjának egy olyan költsége, amely nem a karvalytőkésnél jelentkezik, vagyis profitjának egy részét ténylegesen az adófizetők fizetik meg.